# Uma Leht
Uma Leht (svenska: "Egen tidning") är den enda tidningen som utkommer på võru. Tidningen ägs av stiftelsen Võro Selts VKKF. Tidningen utkommer två gånger varje månad. Dess första nummer utkom 1 augusti 2000.